# Hannivka, Iemilciîne
Hannivka (în ucraineană Ганнівка) este un sat în comuna Stepanivka din raionul Iemilciîne, regiunea Jîtomîr, Ucraina.

## Demografie
Componența lingvistică a localității Hannivka
     Ucraineană (98,36%)
     Belarusă (1,64%)
Conform recensământului din 2001, majoritatea populației localității Hannivka era vorbitoare de ucraineană (98,36%), existând în minoritate și vorbitori de belarusă (1,64%).